# Giuseppe Antonio Brescianello
Giuseppe Antonio Brescianello (Bolonya, cap el 1690 - Stuttgart, 1757) músic, violinista i compositor italià, que va treballar al servei dels  ducs de Würtenberg.
Giuseppe Antonio Brescianello, també conegut com a Bressonelli, va néixer cap el 1659 a Bolonya. No se sap molt sobre la seva activitat juvenil, però se suposa que aviat va destacar per les seves habilitats com a violinista i compositor, ja que el 1715, després d’haver-se traslladat durant un temps a Venècia, va anar a Múnic cridat per la cort bavaresa.
El seu nom s'esmenta per primera vegada en un document de 1715 en què Maximilià II Manuel de Baviera el nomenava violinista a la seva orquestra de Múnic.
Després d'una breu estada a la cort de Múnic, el 1716 va anar a Stuttgart al servei del duc Carles I Alexandre de  Württemberg, i després de la mort de Johann Christoph Pez, va formar part de la capella de la cort; inscrit, amb el títol de "Musique Directeur, Maître des Concerts de la Chambre", amb un salari anual de 1.200 florins, el 1731 fou nomenat "Kapellmeister" i el seu sou es va elevar a 1.650 florins a l'any. Aleshores ja estava al capdavant d’una gran orquestra de la cort que en ocasions comptava amb més de seixanta músics. Després de la mort del sobirà Karl Alexander el 1737, les finances de la cort es van reduir tan catastròficament que l'orquestra es va reduir a pocs músics i Brescianello va perdre el seu càrrec. No va ser fins al 1744, quan Frederic Carles de Württemberg va assumir el tron, quan Brescianello va ser nomenat novament en el seu lloc anterior, del qual es va retirar definitivament el 1751. Els els seus successors van ser primer el vienès Ignaz Holzbauer, després Niccolò Jommelli.
Compositor apreciat, va passar la resta de la seva vida amb els ducs de Württemberg, contribuint significativament a la represa de la vida musical de Stuttgart, que, després d’un període d’activitat fructífera i intensa, vinculat a la influència de Johann Sigismund Kusser, havia patit una crisi financera.
A Brescianello se li va encarregar la tasca de reorganitzar els diferents esdeveniments musicals de la vida de la cort, entre altres coses, l’arribada a Stuttgart d’una companyia d’òpera italiana, amb Riccardo Broschi, germà del famós cantant Carlo Broschi, conegut com a Farinelli.
Empleat durant la major part de la seva vida pel ducat de Wurtemberg a Stuttgart, va ser oblidat durant molt de temps per historiadors i músics. Una part d'això es pot explicar pel seu aïllament a Stuttgart (des dels 25 anys fins a la seva mort), però potser el motiu principal del seu anonimat és que va compondre principalment per a la colascione ó gallinchone, un instrument de corda similar a una mandola, que tenia pocs seguidors, i poques composicions, i que només existia a parts aïllades d’Itàlia i el sud d’Alemanya, i amb la mort de Brescianello, un instrument que va caure en pràctica extinció.
Va morir a Stuttgart el 1758.

## Obres destacades
- Sinfonía en Fa major, per 2 violins, viola i baix contiu
- Concert en sol menor, per  violí, oboe, corda i baix continu
- Concert en mi menor, per violí, corda i baix continu
- Obertura en sol menor, per 2 oboes, 2 violins, viola i baix continu
- Sinfonía en Re major, per 2 violins, viola i baix continu
- Concert en Si major, per violí, fagot, corda i baix continu
- Concert en mi menor per violí, corda i baix continu
- Concert en si bemol major, per violí, fagot, corda i baix continu
- Xacona en La major, per 2 violins, 2 violes i baix continu
- La Tisbe (Òpera)
- 15 triosonates
- 18 composicions per mandola
- 1 Missa solemne
- La Simfonia núm. 5 forma del repertori del conjunt  musical especialitzat en música barroca Artemandoline[6] que ha participat entre altres molts esdeveniments en el Festival de Música Antiga dels Pirineus.